# Dolhești, Iași
Dolhești là một xã thuộc hạt Iași, România. Dân số thời điểm năm 2002 là 2818 người.